# Distanța de la un punct la un plan
În geometria euclidiană distanța de la un punct la un plan este cea mai scurtă distanță de la un punct dat până la orice punct situat pe un plan dat. Distanța este lungimea segmentului care unește punctul cu proiecția sa ortogonală pe plan. Acest punct din plan este piciorul perpendicularei dusă din punct la plan.
Proiecția punctului pe plan poate fi obținută printr-o schimbare de variabile⁠(d) care mută originea pentru a coincide cu punctul dat, apoi determinând punctul din planul {\displaystyle ax+by+cz=d} care este cel mai apropiat de origine. Punctul rezultat are coordonatele carteziene {\displaystyle (x,y,z)}:
{\displaystyle x={\frac {ad}{a^{2}+b^{2}+c^{2}}},\quad \quad y={\frac {bd}{a^{2}+b^{2}+c^{2}}},\quad \quad z={\frac {cd}{a^{2}+b^{2}+c^{2}}}}.
Distanța dintre origine și acest punct {\displaystyle (x,y,z)} este {\displaystyle {\sqrt {x^{2}+y^{2}+z^{2}}}}.

## Transformarea problemei generale în problema distanței față de origine
Presupunând că se dorește găsirea celui mai apropiat punct din plan de punctul ({\displaystyle X_{0},Y_{0},Z_{0}}), unde planul este {\displaystyle aX+bY+cZ=D}, se definesc {\displaystyle x=X-X_{0}}, {\displaystyle y=Y-Y_{0}}, {\displaystyle z=Z-Z_{0}} și {\displaystyle d=D-aX_{0}-bY_{0}-cZ_{0}}, pentru a obține panul {\displaystyle ax+by+cz=d} în urma schimbării de variabile. Acum problema a devenit de a găsi cel mai apropiat punct din acest plan față de origine și distanța acestuia față de origine. Punctul din plan cu coordonatele inițiale poate fi obținut din acest punct folosind relațiile de mai sus între {\displaystyle x} și {\displaystyle X}, {\displaystyle y} și {\displaystyle Y} și {\displaystyle z} și {\displaystyle Z}. Distanța în coordonatele inițiale este aceeași cu distanța în coordonatele revizuite.

## Reformulare folosind algebra liniară
Formula pentru cel mai apropiat punct față de origine poate fi exprimată succint folosind notațiile din algebra liniară. Expresia {\displaystyle ax+by+cz} din definiția unui plan este produsul scalar {\displaystyle (a,b,c)\cdot (x,y,z)}, iar expresia {\displaystyle a^{2}+b^{2}+c^{2}} care apare în soluție este pătratul normei, {\displaystyle |(a,b,c)|^{2}}. Astfel, dacă {\displaystyle \mathbf {v} =(a,b,c)} este un vector dat, planul poate fi descris ca mulțimea de vectori {\displaystyle \mathbf {w} } pentru care {\displaystyle \mathbf {v} \cdot \mathbf {w} =d}, iar cel mai apropiat punct din acest plan este vectorul
{\displaystyle \mathbf {p} ={\frac {\mathbf {v} d}{|\mathbf {v} |^{2}}}.}
Distanța euclidiană de la origine la plan este norma acestui punct
{\displaystyle {\frac {|d|}{|\mathbf {v} |}}={\frac {|d|}{\sqrt {a^{2}+b^{2}+c^{2}}}}.}

## De ce acesta este punctul cel mai apropiat
Atât în formulările prin coordonate, cât și în cele vectoriale, se poate verifica că punctul cel mai apropiat se află în planul dat, prin introducerea coordonatelor punctului în ecuația planului.
Pentru a arăta că este cel mai apropiat de origine punct din plan, se observă că {\displaystyle \mathbf {p} } este un multiplu scalar al vectorului {\displaystyle \mathbf {v} } care definește planul și, prin urmare, este ortogonal cu planul. Astfel, dacă {\displaystyle \mathbf {q} } este un punct oarecare din plan, altul decât {\displaystyle \mathbf {p} }, atunci segmentele de la origine la {\displaystyle \mathbf {p} } și de la {\displaystyle \mathbf {p} } la {\displaystyle \mathbf {q} } formează un triunghi dreptunghic, iar din teorema lui Pitagora distanța de la origine la {\displaystyle q} este
{\displaystyle {\sqrt {|\mathbf {p} |^{2}+|\mathbf {p} -\mathbf {q} |^{2}}}}.
Deoarece {\displaystyle |\mathbf {p} -\mathbf {q} |^{2}} trebuie să fie un număr pozitiv, această distanță este mai mare decât {\displaystyle |\mathbf {p} |}, distanța de la origine la {\displaystyle \mathbf {p} }.
Alternativ, este posibil să se rescrie ecuația planului folosind produsele scalare cu {\displaystyle \mathbf {p} } în locul produsului scalar inițial cu {\displaystyle \mathbf {v} } (deoarece acești doi vectori sunt multipli scalari unul ai celuilalt), din care faptul că {\displaystyle \mathbf {p} } este punctul cel mai apropiat devine o consecință imediată a inegalității Cauchy–Schwarz.

## Cel mai apropiat punct și distanța dintre un hiperplan și punct arbitrar
Ecuația vectorială pentru un hiperplan euclidian n-dimensional {\displaystyle \mathbb {R} ^{n}} printr-un punct {\displaystyle \mathbf {p} } cu vectorul normal {\displaystyle \mathbf {a} \neq \mathbf {0} } este {\displaystyle (\mathbf {x} -\mathbf {p} )\cdot \mathbf {a} =0} sau {\displaystyle \mathbf {x} \cdot \mathbf {a} =d} unde {\displaystyle d=\mathbf {p} \cdot \mathbf {a} }. Forma carteziană corespunzătoare este {\displaystyle a_{1}x_{1}+a_{2}x_{2}+\cdots +a_{n}x_{n}=d} unde {\displaystyle d=\mathbf {p} \cdot \mathbf {a} =a_{1}p_{1}+a_{2}p_{2}+\cdots a_{n}p_{n}}.
În formă carteziană, cel mai apropiat punct este dat de {\displaystyle x_{i}=y_{i}-ka_{i}} pentru {\displaystyle 1\leq i\leq n} unde
{\displaystyle k={\dfrac {\mathbf {y} \cdot \mathbf {a} -d}{\mathbf {a} \cdot \mathbf {a} }}={\dfrac {a_{1}y_{1}+a_{2}y_{2}+\cdots a_{n}y_{n}-d}{a_{1}^{2}+a_{2}^{2}+\cdots a_{n}^{2}}}},
iar distanța de la {\displaystyle \mathbf {y} } la hiperplan este
{\displaystyle {\dfrac {\left|a_{1}y_{1}+a_{2}y_{2}+\cdots a_{n}y_{n}-d\right|}{\sqrt {a_{1}^{2}+a_{2}^{2}+\cdots a_{n}^{2}}}}}.
Astfel, în {\displaystyle \mathbb {R} ^{3}} punctul din planul {\displaystyle ax+by+cz=d} care este cel mai apropiat de un punct arbitrar {\displaystyle (x_{1},y_{1},z_{1})} este {\displaystyle (x,y,z)}, dat de
{\displaystyle \left.{\begin{array}{l}x=x_{1}-ka\\y=y_{1}-kb\\z=z_{1}-kc\end{array}}\right\}}
unde
{\displaystyle k={\dfrac {ax_{1}+by_{1}+cz_{1}-d}{a^{2}+b^{2}+c^{2}}}},
iar distanța de la punct la plan este
{\displaystyle {\dfrac {\left|ax_{1}+by_{1}+cz_{1}-d\right|}{\sqrt {a^{2}+b^{2}+c^{2}}}}}.